# 杨友勇
杨友勇（1939年9月12日—），上海人，中华人民共和国政治人物、外交官。

## 生平
1962年，毕业于北京外国语学院英语系。1965年，进入中华人民共和国外交部工作。曾任中国人民外交学会副秘书长和新华社香港分社外事部副部长。1999年2月，出任中华人民共和国驻巴巴多斯大使。2001年10月，自驻巴巴多斯大使离任。